# Guillermo Molins
Pour les articles homonymes, voir Molins.
Guillermo Molins est un footballeur suédois d'origine uruguayenne, né le 26 septembre 1988 à Montevideo en Uruguay. Il évolue comme milieu offensif. Il joue pour le Sarpsborg 08 FF.

## Biographie

### Départ en Belgique au RSC Anderlecht (2011-2013)
Guillermo arriva à Anderlecht en même temps qu'un autre suédois, Safari, au cours du mois de juin 2011. Il y a signé un contrat de 4 saisons.
Quelques jours après son arrivée, à Knokke, le transfuge suédois s'est déchiré les ligaments antérieurs du genou gauche lors du premier match de préparation et sera absent pendant de longs mois. Il ne portera officiellement le maillot d'Anderlecht, pour la première fois, lors du déplacement à Saint-Trond du 18 mars 2012. Il est monté au jeu à la 87e minute. Sa première titularisation aura lieu lors de la 9e journée des PO1 en déplacement à Courtrai. Ce déplacement survenant quelques jours après le 31e titre du club bruxellois. En janvier 2013, il est prêté pour six mois au Betis Séville.

### Deuxième passage au Malmö FF (2013-2016)
En août 2013, il retourne au pays et signe en faveur de son ancien club de Malmö FF.

### Carrière internationale
- Suède : 5 sélections et 1 but
- Première sélection le 20 janvier 2010 : Oman - Suède (0-1)

Guillermo Molins obtient sa première cape internationale en étant titularisé contre l'Oman lors de la tournée hivernale de 2010.
N'ayant disputé que trois matchs amicaux, il peut toujours décider de jouer pour l'Uruguay.

## Palmarès
| Malmö FF - Championnat de Suède (5) : - Champion : 2010, 2013, 2014, 2016 et 2020. - Supercoupe de Suède (1) : - Champion : 2013. |  | RSC Anderlecht - Championnat de Belgique (2) : - Champion : 2011-2012 et 2012-2013. |  |  |